# Marek Bajor
Marek Bajor (Kolbuszowa, 10 januari 1970) is een voormalig profvoetballer uit Polen die als verdediger speelde. Hij sloot zijn actieve carrière in 2003 af, en stapte daarna het trainersvak in. Bajor was sinds 2010 hoofdcoach van de Poolse eersteklasser Zagłębie Lubin, maar werd ontslagen op 7 maart 2011 en vervangen door Jan Urban.

## Clubcarrière
Bajor begon zijn profcarrière in 1988 en maakte vooral naam bij Widzew Łódź en Amica Wronki. Hij won twee landstitels en drie keer de Poolse beker.

## Interlandcarrière
Bajor won met Polen de zilveren medaille bij de Olympische Spelen in Barcelona. Hij kwam in drie van de zes duels in actie voor de ploeg van bondscoach Janusz Wójcik.

## Erelijst
Widzew Łódź
- Pools landskampioen

1996, 1997
- Pools bekerwinnaar

1998
- Poolse Supercup

1996
 Amika Wronki
- Pools bekerwinnaar

1999, 2000
- Poolse Supercup

1998, 1999
 Polen
- Olympische Spelen

Barcelona 1992 →  zilveren medaille